# Mazrui
 (novembre 2012).
Si vous disposez d'ouvrages ou d'articles de référence ou si vous connaissez des sites web de qualité traitant du thème abordé ici, merci de compléter l'article en donnant les références utiles à sa vérifiabilité et en les liant à la section « Notes et références ».
Les Mazrui sont une famille d'origine omanaise qui a gouverné Mombasa de 1746 à 1828.

## Histoire
Le clan Mazrui prend la tête de Mombasa en 1746, ils sont nommés par Oman.
Ensuite ils deviennent totalement indépendants en 1746 et ils prennent le titre de sultan.
Les sultans de Mombasa sont : 
- 1746–1755 : 'Ali ibn Uthman al-Mazru'i
- 1755–1773 : Masud ibn Nasr al-Mazru'i
- 1773–1782 : Abdallah ibn Muhammad al-Mazru'i
- 1782–1811 : Ahmad ibn Muhammad al-Mazru'i
- 1812–1823 : 'Abdallah ibn Ahmad al-Mazru'i
- 1823–1826 : Sulayman ibn 'Ali al-Mazru'i

Dès leur arrivée, les Mazruis font alliance avec les Nabahan de Pate pour soumettre Lamu. Mais à la suite de la bataille de Shela en 1813 les troupes de Pate sont écrasées par Lamu. Lamu obtient par la suite la protection d'Oman.
Le sultan d'Oman Said bin Sultan Al-Busaid qui sentait ses possessions menacées à Zanzibar envoie une flotte pour soumettre Mombasa mais les Mazruis demandent le protectorat britannique.
Du 9 février 1824 jusqu'en juillet 1826, Mombasa est placé sous protectorat britannique à la demande de Sulayman ibn 'Ali al-Mazru'i.
Le protectorat est annulé par la couronne britannique en 1826 et le sultan d'Oman Said bin Sultan Al-Busaid reprend la ville.
En 1898, le sultan de Zanzibar cède la villa aux Britanniques : les Mazruis se révoltent et lancent des attaques contre Mombasa et Malindi, déclarant l'indépendance de la côte du Kenya.